# Sunda-Sulawesi-språk
Sunda-Sulawesi-språk (även kända som inre hesperonesiska eller inre västliga malajopolynesiska språk) är en gren av den de malajo-polynesiska språken i den austronesiska språkfamiljen.  Som namnet anger talas Sunda-Sulawesi-språk främst på Stora, Små Sundaöarna och Sulawesi, men även till exempel på Guam och i Malaysia. Det finns sammanlagt 166 Sunda-Sulawesiska språk.

## Språkgrupper och språk
Språk i urval. Siffran inom parentes anger antal språk inom respektive grupp.
- Bali-Sasak (3 språk)
  - Balinesiska
  - Sasak
- Chamorro (1)
- Gayo (1)
- Javanesiska språk (5)
  - Javanesiska
- Lampungic (9)
- Maduresiska språk (2)
  - Maduresiska
- Malajiska språk (17)
  - Malajiska
  - Indonesiska
- Sulawesi-språk (114)
- Sumatra-språk (12)
  - Batakspråk (7)
    - Toba batak
- Sundanesiska språk (2)
  - Sundanesiska